# جينو سوفران
جينو سوفران (بالإنجليزية: Gino Sovran)‏ مواليد 17 ديسمبر 1924 في وندسور - الوفاة 26 يونيو 2016، كان لاعب كرة سلة كندي. بدأ مسيرته الاحترافية في سنة 1946. بلغ طوله 6 قدم 2 بوصة (1.9 م). لعب مع فريق تورونتو هوسكيز. اعتزل اللعب في 1947.

## روابط خارجية
- جينو سوفران على موقع إن بي أي (الإنجليزية)
- جينو سوفران على موقع سبورتس رفرنس (الإنجليزية)
- جينو سوفران على موقع ريلجم (الإنجليزية)
- جينو سوفران على موقع بروبوليرز (الإنجليزية)